# NGC 2336
NGC 2336 je galaksija u zviježđu Žirafi.

## Vanjske poveznice
- SEDS: NGC 2336